# Behawioryzm logiczny
Behawioryzm logiczny (filozoficzny behawioryzm, analityczny behawioryzm) – stanowisko filozoficzne z zakresu filozofii umysłu, zgodnie z którym zjawiska umysłowe mogą zostać opisane w kategoriach behawioralnych .
W przeciwieństwie do stanowiącego w istocie kierunek psychologii behawioryzmu metodologicznego behawioryzm logiczny stanowi pogląd filozoficzny. Jednocześnie posuwa się on dalej w krytyce dualizmu, a więc poglądu postulującego istnienie substancji duchowej lub własności duchowych. O ile behawioryzm metodologiczny uznaje za nienaukowe zajmowanie się takim rzeczami, nie zajmując określonego stanowiska w kwestii istnienia wymienionych bytów duchowych, o tyle behawioryzm logiczny uznaje dualizm za pogląd błędny, bazujący na błędach logicznych.
Behawioryzm logiczny uznaje bowiem, że jakiekolwiek zdanie mówiące o czyimś stanie umysłu, na przykład o odczuwaniu przezeń bólu czy wyznawaniu jakiegoś poglądu, jest równoważne zbiorowi hipotetycznych twierdzeń dotyczących jego zachowania. Jeśli więc ktoś uznaje, że będzie padać, oznacza to zbiór twierdzeń o nieokreślonej bliżej liczności. A więc osoba ta zamknie okna, jeśli są otwarte, schowa przedmioty, jeśli zostawiła je na dworze, i tak dalej. Tak więc stan umysłu oznacza w istocie dyspozycję czy skłonność do takich a takich zachowań.